# Komet Spacewatch 1
Komet Spacewatch 1 (uradna oznaka je 125P/Spacewatch ) je periodični komet z obhodno dobo okoli 5,5 let. 
Komet pripada Jupitrovi družini kometov  .

## Odkritje
Komet je odkril ameriški astronom Richard Martin West 8. septembra 1991 na Kitt Peaku .

Komet ima ime po projektu Spacewatch v okviru katerega je bil odkrit.

## Lastnosti
Jedro kometa ima premer 1,6 km .

Komet Spacewatch je doslej po svetlost najšibkejši odkriti komet in je precej neprimeren za opazovanje.